# Paullinia curvicuspis
Paullinia curvicuspis är en kinesträdsväxtart som beskrevs av L. Radlk.. Paullinia curvicuspis ingår i släktet Paullinia och familjen kinesträdsväxter. Inga underarter finns listade i Catalogue of Life.